# МЦСТ-R500

Микропроцессор «МЦСТ-R500»

Микропроцессор МЦСТ R-500 (1891ВМ2) российской фирмы МЦСТ из серии процессоров МЦСТ-R, основанной на архитектуре SPARC, изначально разработанной в 1985 году компанией Sun Microsystems. Полностью программно совместим с архитектурой SPARC v8.
Представляет собой одноядерную систему на кристалле с встроенными кэшем первого уровня. Для связи процессоров друг с другом, с модулями памяти и устройствами ввода-вывода в архитектуре SPARC предусмотрена шина MBus — высокоскоростная шина, обеспечивающая когерентность кэш-памяти процессоров в многопроцессорных структурах. Микросхема разработана по технологическим нормам 0,13 мкм с использованием библиотек стандартных элементов.
Микропроцессор R-500 предназначен для создания ЭВМ для носимых и встроенных решений, а также может размещаться в мезонинных микропроцессорных модулях. Используется главным образом по заказам Министерства обороны Российской Федерации. Изготавливается с 2004 года. Производство осуществляется на заводе TSMC на Тайване, с ноября 2009 года производство планировалось перенести на завод «Ангстрем», строящийся в Зеленограде.
| Характеристики | Характеристики                                             | Значения         |
| -------------- | ---------------------------------------------------------- | ---------------- |
| 1              | Технологический процесс                                    | КМОП 0,13 мкм    |
| 2              | Рабочая тактовая частота                                   | 500 МГц          |
| 3              | Размер слов:                                               | 32/64            |
| 4              | Кэш-память команд 1-го уровня                              | 16 Кбайт (4 way) |
| 5              | Кэш-память данных 1-го уровня                              | 32 Кбайт (8 way) |
| 6              | Внешняя кэш-память 2-го уровня                             | 4 Мбайт          |
| 7              | Пропускная способность шин связи с кэш памятью 2-го уровня | 1,6 Гбайт/с      |
| 8              | Пропускная способность шины MBus                           | 0,8 Гбайт/с      |
| 9              | Площадь кристалла                                          | 25 мм²           |
| 10             | Количество транзисторов                                    | 4,9 млн          |
| 11             | Количество слоев металла                                   | 8                |
| 12             | Тип корпуса / количество выводов                           | BGA / 376        |
| 13             | Напряжение питания                                         | 1/2,5 В          |
| 14             | Рассеиваемая мощность                                      | <1 Вт            |